# Barrandov
Barrandov (německy Barrandow) je čtvrť na jihu městské části Praha 5 v katastrálním území Hlubočepy, ležící na skále nad levým břehem řeky Vltavy. Čtvrť je známa především pro filmový průmysl a filmové ateliéry nacházející se v její staré části. Ty patří mezi nejvýznamnější filmařské oblasti v Evropě. Vysílají odtud televize Nova a Barrandov.
Čtvrť Barrandov je tvořena původním Barrandovem (starý Barrandov) a sídlištěm Barrandov. Území starého Barrandova bylo roku 1993 vyhlášeno městskou památkovou zónou a je tvořeno vilovou čtvrtí, rekonstruovaným objektem Barrandovské terasy a filmovými ateliéry Barrandov. V úbočí vltavského údolí je rezervace Barrandovské skály. Sídliště Barrandov se nachází západně od původního Barrandova. Žije zde přibližně 20 000 obyvatel.

## Historie

### Starý Barrandov

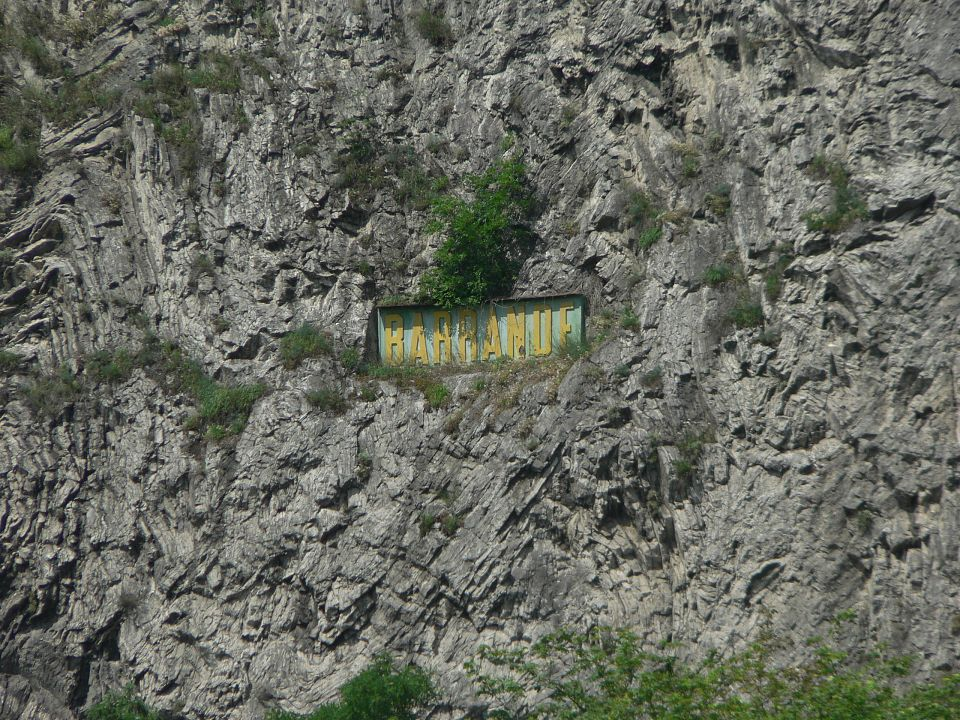
Nápis na skále pod Barrandovem

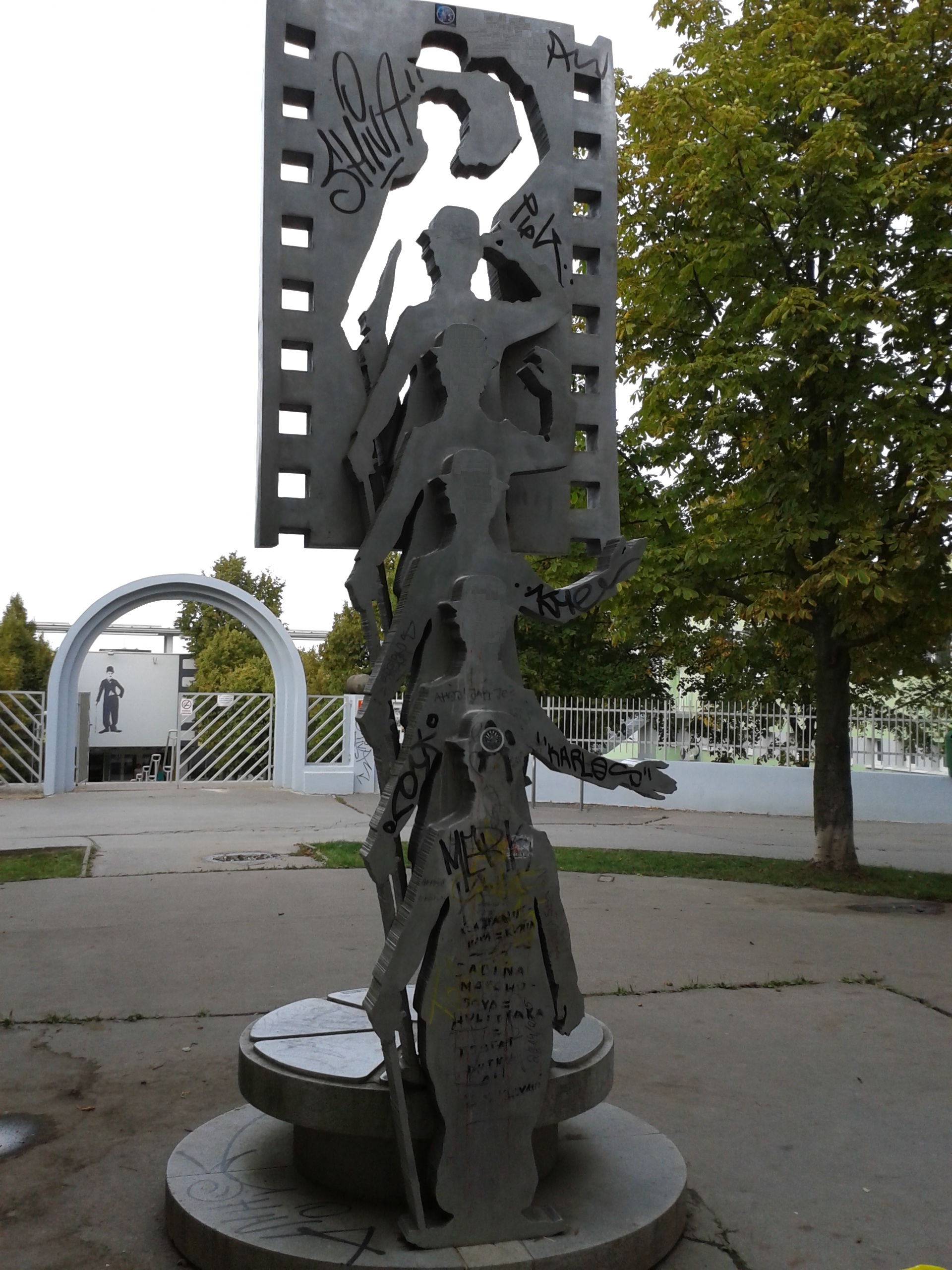
„Chaplin – Plastika němého filmu“ od Vladimíra Preclíka na sídlišti Barrandov

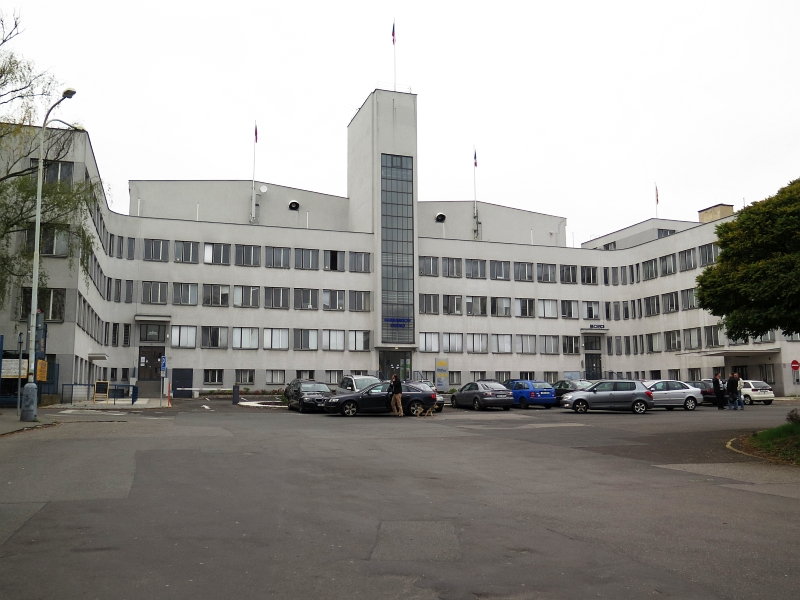
Barrandov Studio a.s. (hlavní budova)

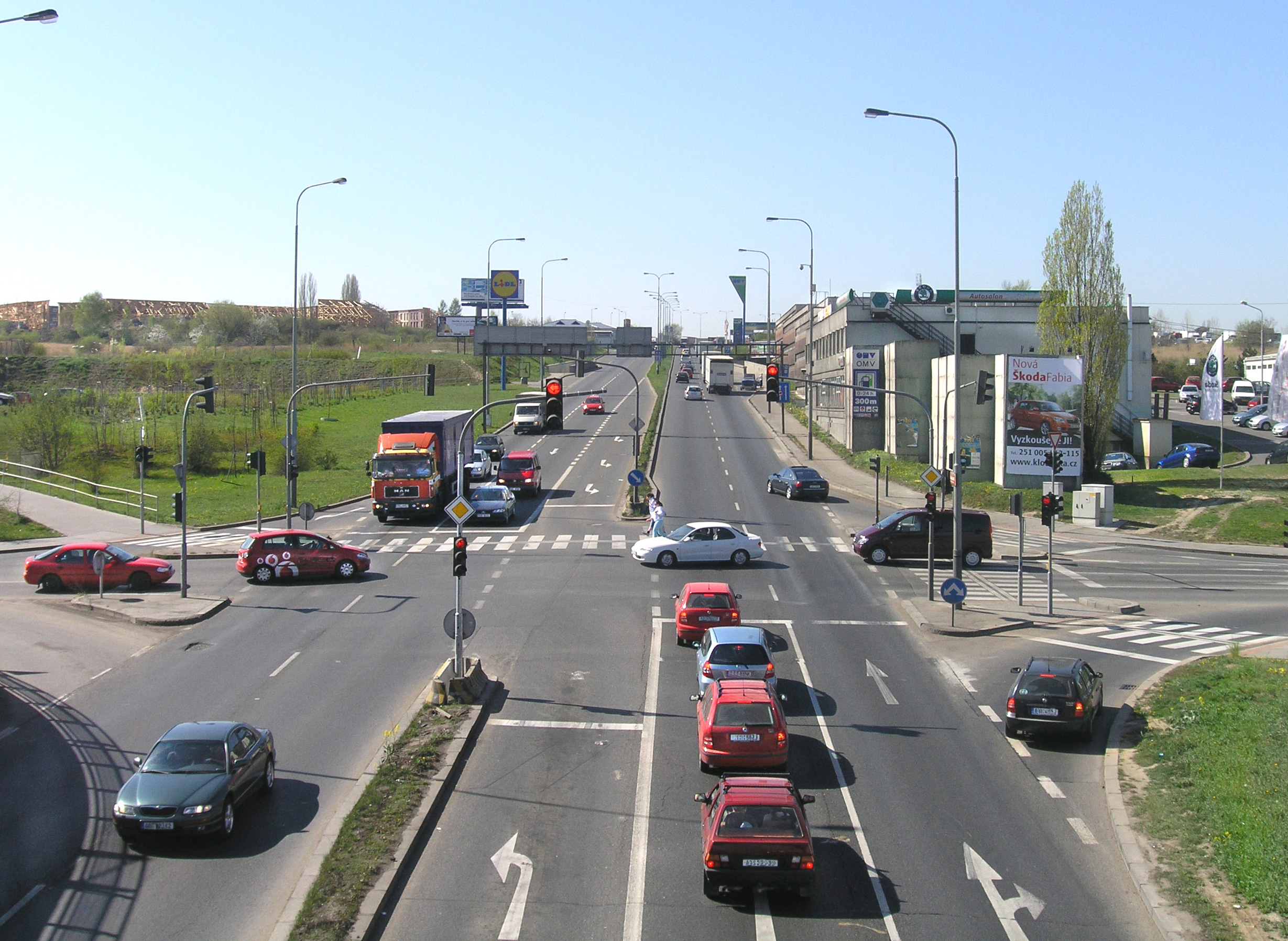
Rychlostní komunikace „K Barrandovu“ rozděluje čtvrť na starý Barrandov (vlevo) a sídliště Barrandov (vpravo). Od roku 2008 jsou obě části spojeny novou lávkou.

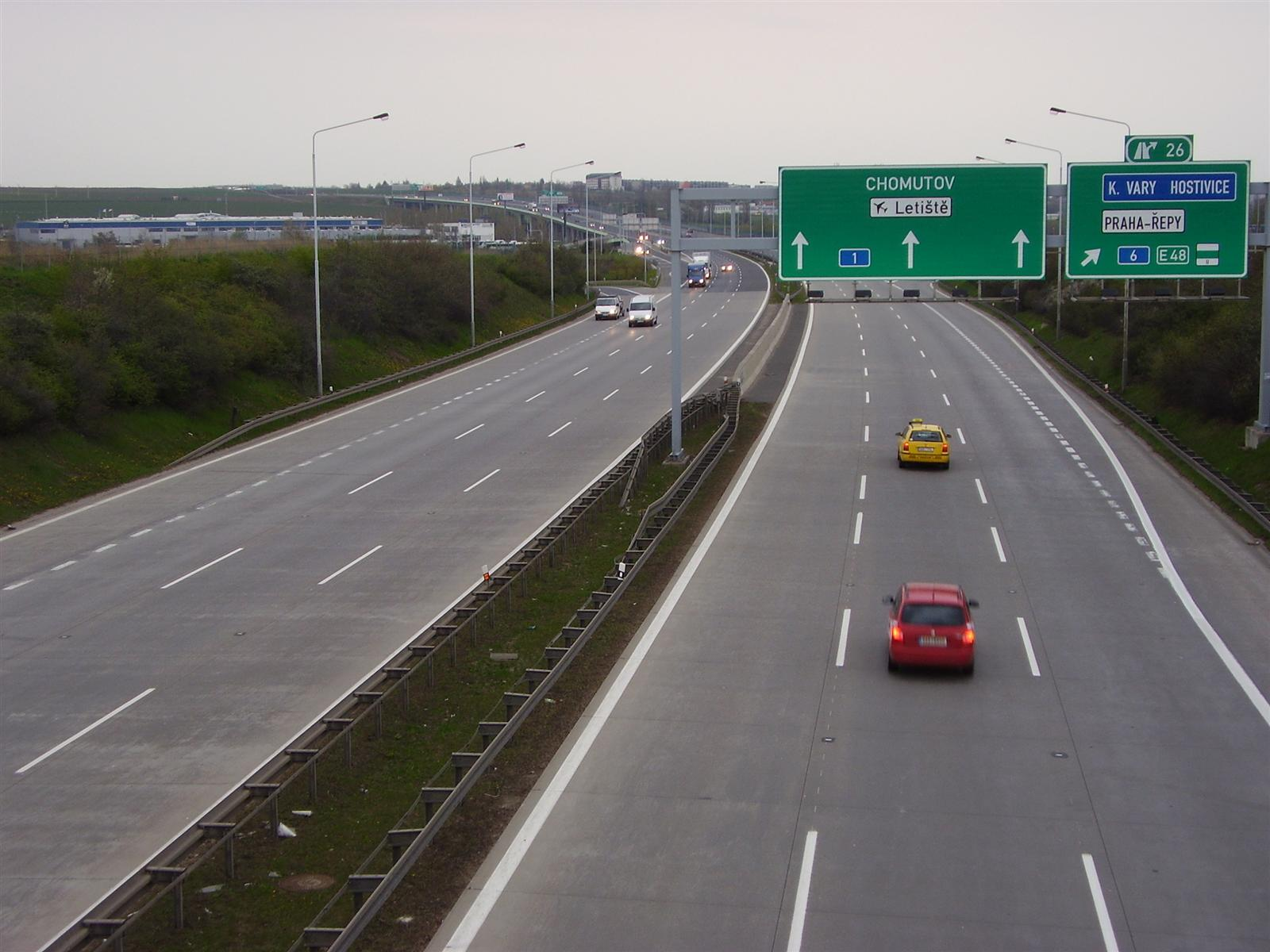
Otevření jihozápadní části Pražského okruhu v roce 2010 významně ulevilo Barrandovu od tranzitní dopravy

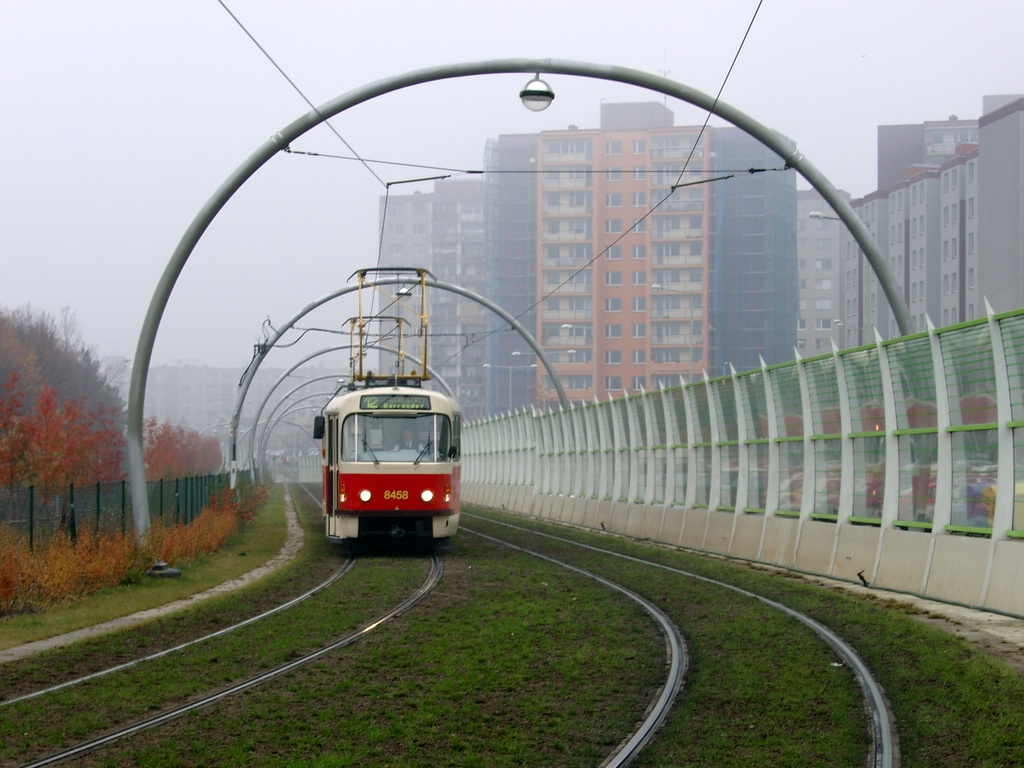
Tramvajová trať na Barrandově

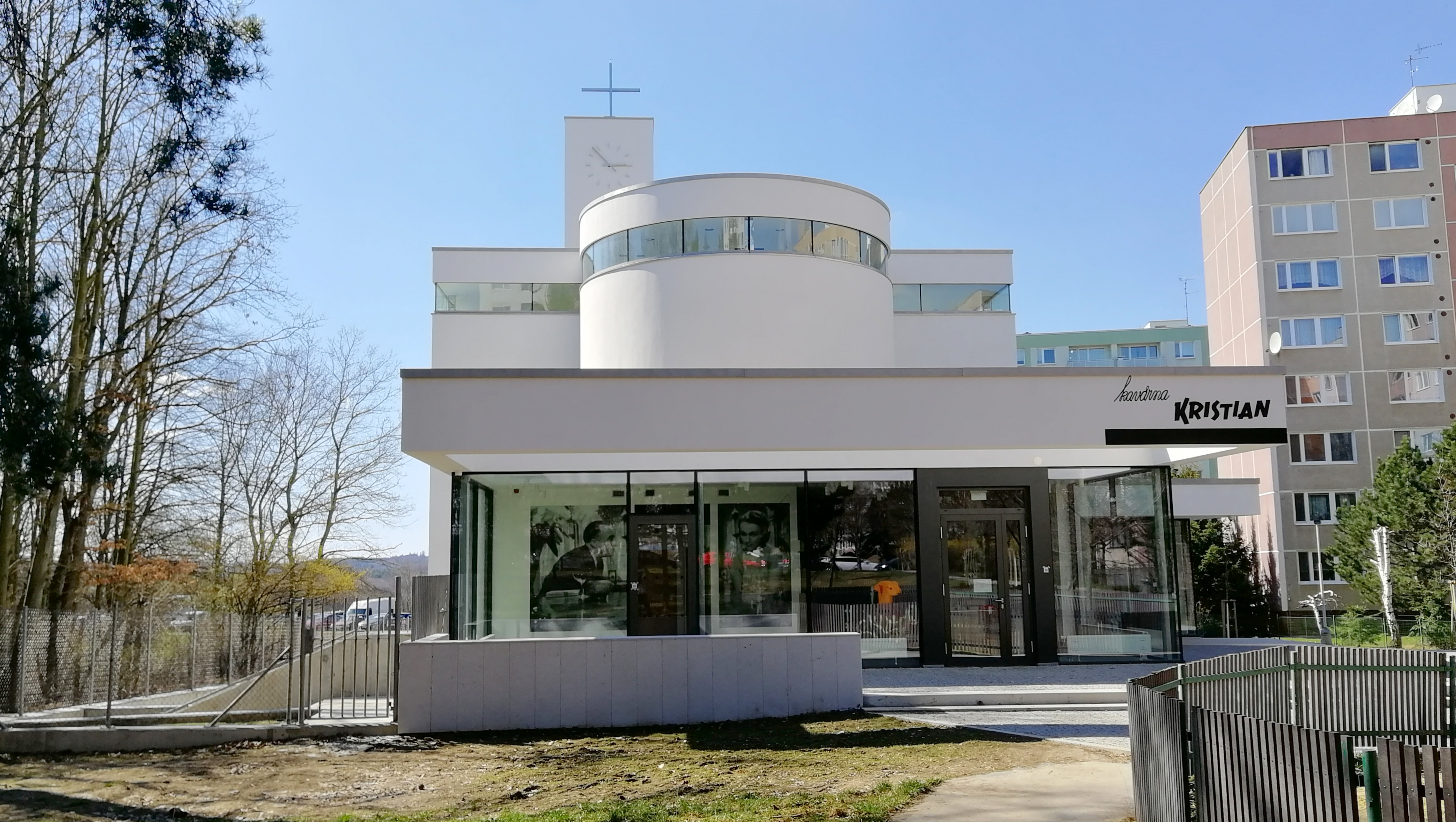
Kavárna Kristian

Barrandov je mladou čtvrtí na katastrálním území Hlubočepy. Jeho historie se začala psát až ve 20. letech 20. století. Na vzniku čtvrti se podílel Ing. Václav Havel, otec pozdějšího prezidenta Václava Havla. Pro časopis Mladý svět v roce 1969 poskytl rozhovor, kde uvedl, že jeho inspirací byla Amerika. „Byl jsem po první světové válce předsedou Svazu československého studentstva a na své útraty jsem odjel na „inspekční“ cestu po univerzitách Spojených států. Při návštěvě kalifornské Berkleyovy univerzity jsem se ocitl v nádherné čtvrti kalifornských boháčů. A tam mě – bylo to ve čtyřiadvacátém roce – napadl Barrandov,“ uvedl dále v rozhovoru. Území, které odpovídalo jeho požadavkům, byla nepřístupná náhorní plošina nad Vltavou bez jakékoli zástavby.
Do realizace se Václav Havel pustil společně se svým bratrem Milošem Havlem. Nejdříve skoupil pozemky, které měly celkem rozlohu 55 ha. Dále původní název oblasti Habrová, který se Havlovi nezdál dostatečně exkluzivní, byl pozměněn na Barrandov podle francouzského vědce Joachima Barranda. V roce 1927 byl schválen projekt na její výstavbu a byla zahájena stavba komunikace, následně i stavba inženýrských sítí k jednotlivým parcelám, kterých bylo 200. Téhož roku zahájila činnost v té době nejmodernější restaurace v Československu – Terasy, ke kterým byly později dodělány garáže a čerpací stanice. Pod skálou byl k areálu restaurace postaven i plavecký bazén s tribunami. Výstavba na jednotlivých parcelách na Barrandově byla ponechána vkusu majitelů, přesto si však Havel nechával právo k nahlédnutí a konzultaci finálních plánů s architektem Maxem Urbanem, hlavním projektantem.
Roku 1930 byl nepřímo dán pražským magistrátem podnět ke stavbě filmových ateliérů na Barrandově. Společnost AB skoupila cca 50 hektarů půdy nad zahradním městem a do konce roku 1931 byly už v Barrandovských ateliérech nafilmovány první záběry. V roce 1939 byly Barrandovské ateliéry zabaveny Němci a byly zde natáčeny propagandistické filmy. Po druhé světové válce byly ateliéry znárodněny a po roce 1989 zprivatizovány. Dnes jsou ve vlastnictví holdingu AB Barrandov.

### Sídliště Barrandov
V 80. letech bylo postaveno nové panelové sídliště v blízkosti filmových ateliérů. Sídliště bylo postaveno západně od původní zástavby Barrandova podle projektu G. Čelechovského Zdeňka Hölzela a Jana Kerela. Realizace stavby proběhla v letech 1981–1992. Kapacita bytových domů činí 8489 bytů pro 29 700 lidí. Sídliště je od původního Barrandova odděleno čtyřproudovou komunikací K Barrandovu, která navazuje na Barrandovský most. Na sídlišti bylo od 90. let postaveno ještě několik, již nepanelových bytových domů. Dále zde byl postaven parkovací dům a krytý a venkovní bazén. Na sídlišti se nachází několik supermarketů, obchodů a dvě základní školy. V roce 2003 byla na Barrandovské sídliště postavena tramvajová trať vedoucí sem z Hlubočep. Zajímavé je i Chaplinovo náměstí s plastikou herce, jejímž autorem je český sochař Vladimír Preclík. Další zajímavou plastikou je Pegas sochaře Michala Gabriela, který je umístěn před Základní školou V Remízku. V závěru roku 2020 byla na Barrandově, v ulici Grussova, dokončena stavba kostela Krista Spasitele a komunitního centra. Nedílnou součástí stavby je i kavárna Kristian. V říjnu 2021 byl tento funkcionalistický objekt oceněn titulem Stavba roku 2021.

## Doprava
Původní dopravní propojení k Barrandovu vedlo blízkým Prokopským údolím a serpentinou Barrandovská. V 80. letech byla vybudována tzv. výstupní barrandovská estakáda, kapacitní místní komunikace, která nese název K Barrandovu a navazuje na Barrandovský most. Ta odděluje filmařskou a vilovou část Barrandova od sídlištní. Po výpadovce z okruhu přijížděla v minulosti směrem k Vltavě tranzitní doprava z celé republiky, a silnice byla součástí mezinárodních silnic E48 a E50 a často bývala zahlcena. V září roku 2010 Barrandovu významně ulehčil Pražský okruh, který tak tranzitní dopravu odvedl mimo Barrandov.
Výstavbou tramvajové trati z Hlubočep byla v roce 2003 zajištěna spolehlivější hromadná veřejná doprava. V letech 2021–2023 byla prodloužena přes Kaskády Barrandov až do Slivence.
Místní obsluhu starého Barrandova zajišťuje několik autobusových linek jedoucích ze Smíchova. Z Barrandova pak linky (zčásti tytéž) pokračují směrem do Slivence, Holyně, Jihozápadního Města, Řeporyjí a Radotína (včetně noční autobusové linky).

## Další rozvoj
V oblasti „starého“ Barrandova probíhá výstavba nových bytů s výhledem na vltavské údolí. Developerské projekty jsou realizovány i na západním okraji sídliště Barrandov (Kaskády Barrandov).

## Život na Barrandově

### Školy
Na Barrandově se nacházejí dvě základní školy – na Chaplinově náměstí a V Remízku, několik školek, jesle a několik dětských hřišť.

### Kultura
Na Barrandově se u základní školy V Remízku nachází pobočka Městské knihovny a základní umělecká škola, na sídlišti je také taneční studio.

### Sport
Na jihozápadním konci sídliště byl postaven aquapark a jsou zde též dvě nafukovací haly.

### Zdravotnictví
Je zde lékařské středisko – Poliklinika Barrandov, dvě lékárny a zubařská ordinace.

### Služby
Na Barrandově se nachází pošta, obchody (Billa, Albert, Lidl, Kaufland), drogerie, cukrárna, 2 květinářství, několik kadeřnictví, masér, 4 benzínové pumpy, 2 papírnictví, domácí potřeby, zverimex, veterinární kliniky, videopůjčovna, dárkový obchod, PC obchod, delikatesy, obchod s dekoracemi, ruské potraviny, zvířecí kadeřnictví, restaurace, pizzerie, realitní kanceláře, herna, sportbar, trafika, rybářské potřeby, solárium s mani/pedikúrou a kosmetikou a údržbářské potřeby.

## Sousední čtvrti
- Smíchov
- Slivenec
- Holyně
- Jihozápadní Město